# Angophora hispida
Angophora hispida är en myrtenväxtart som först beskrevs av James Edward Smith, och fick sitt nu gällande namn av Donald Frederick Blaxell. Angophora hispida ingår i släktet Angophora och familjen myrtenväxter. Inga underarter finns listade i Catalogue of Life.

## Bildgalleri

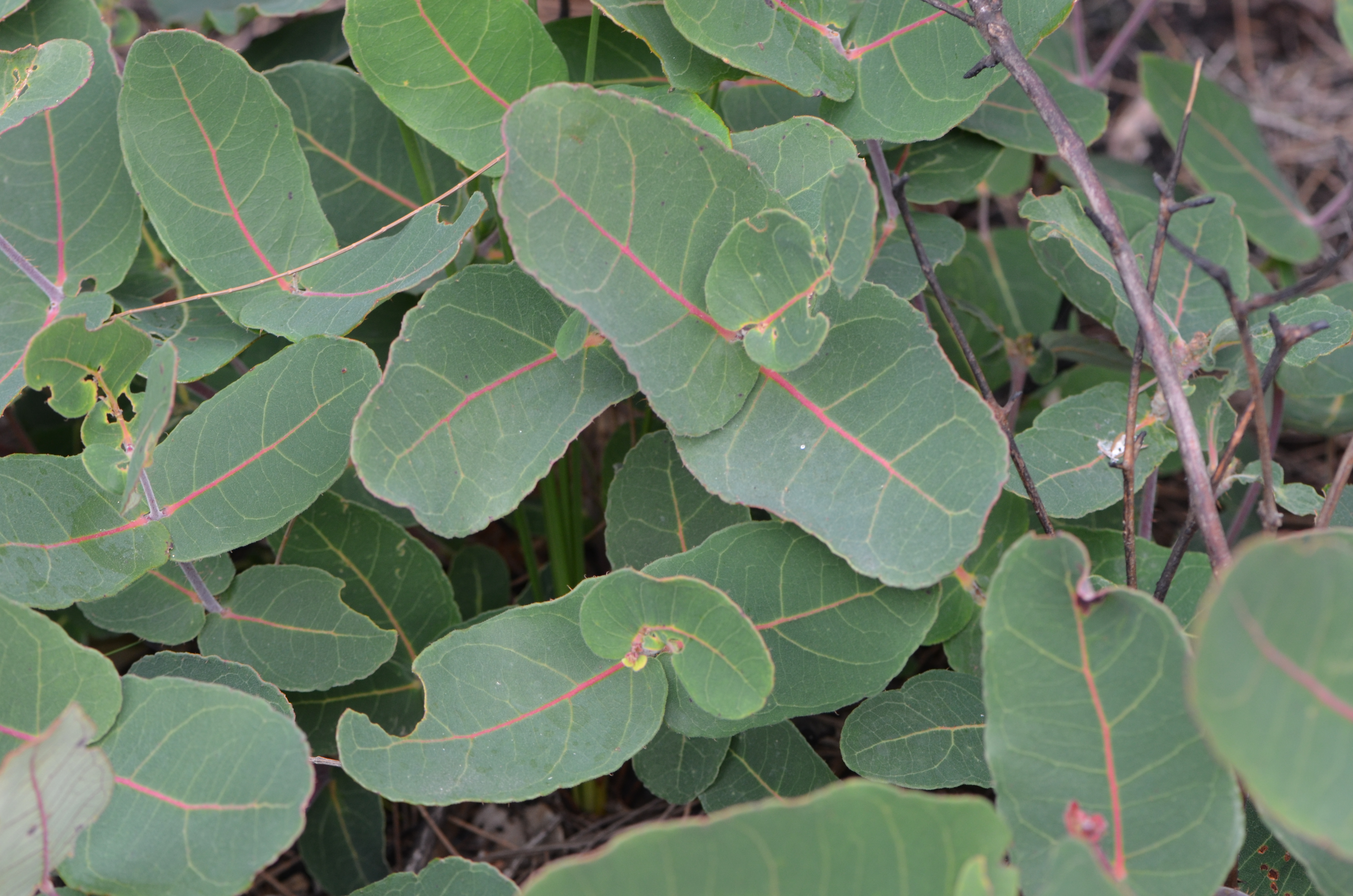
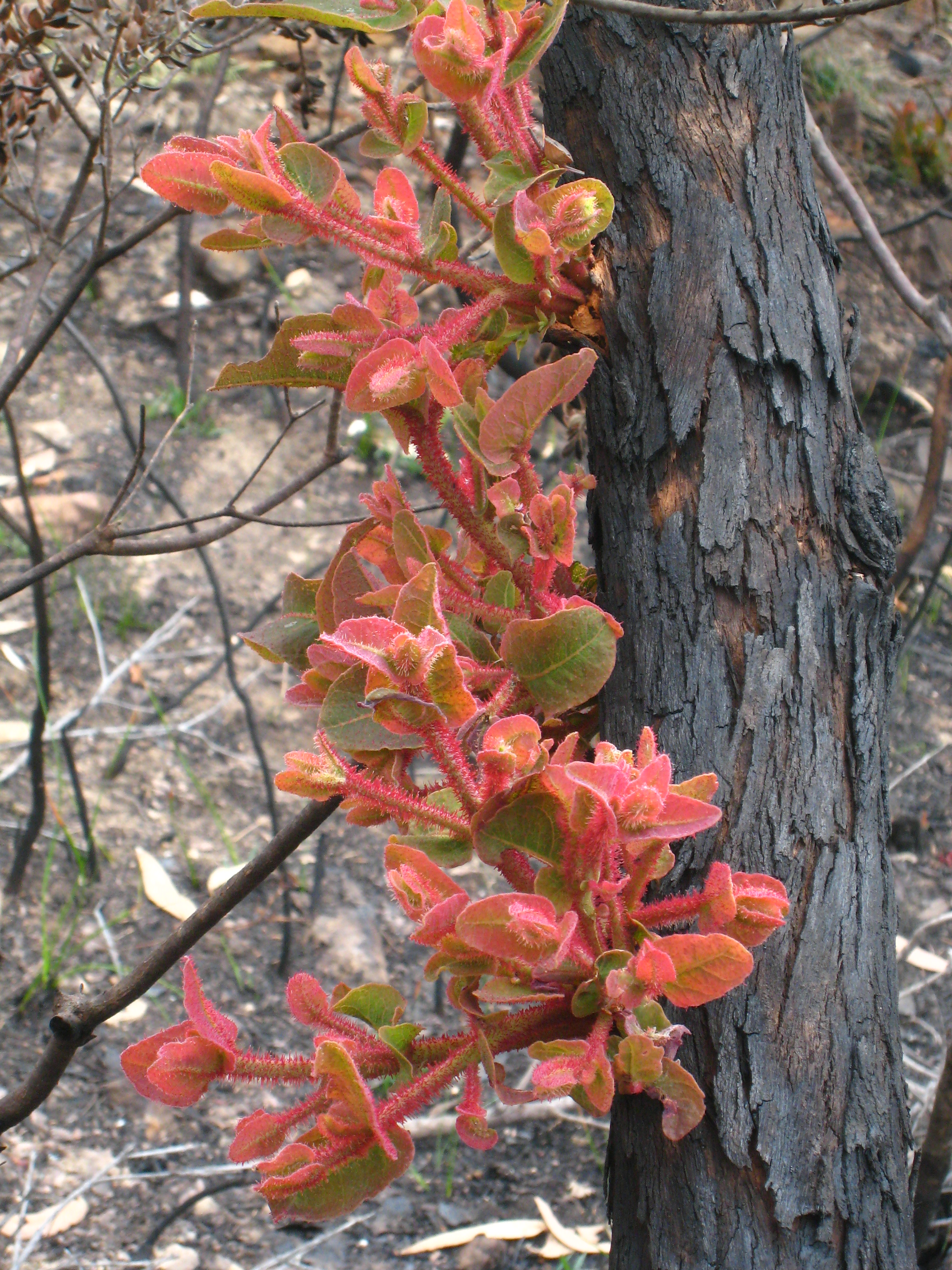
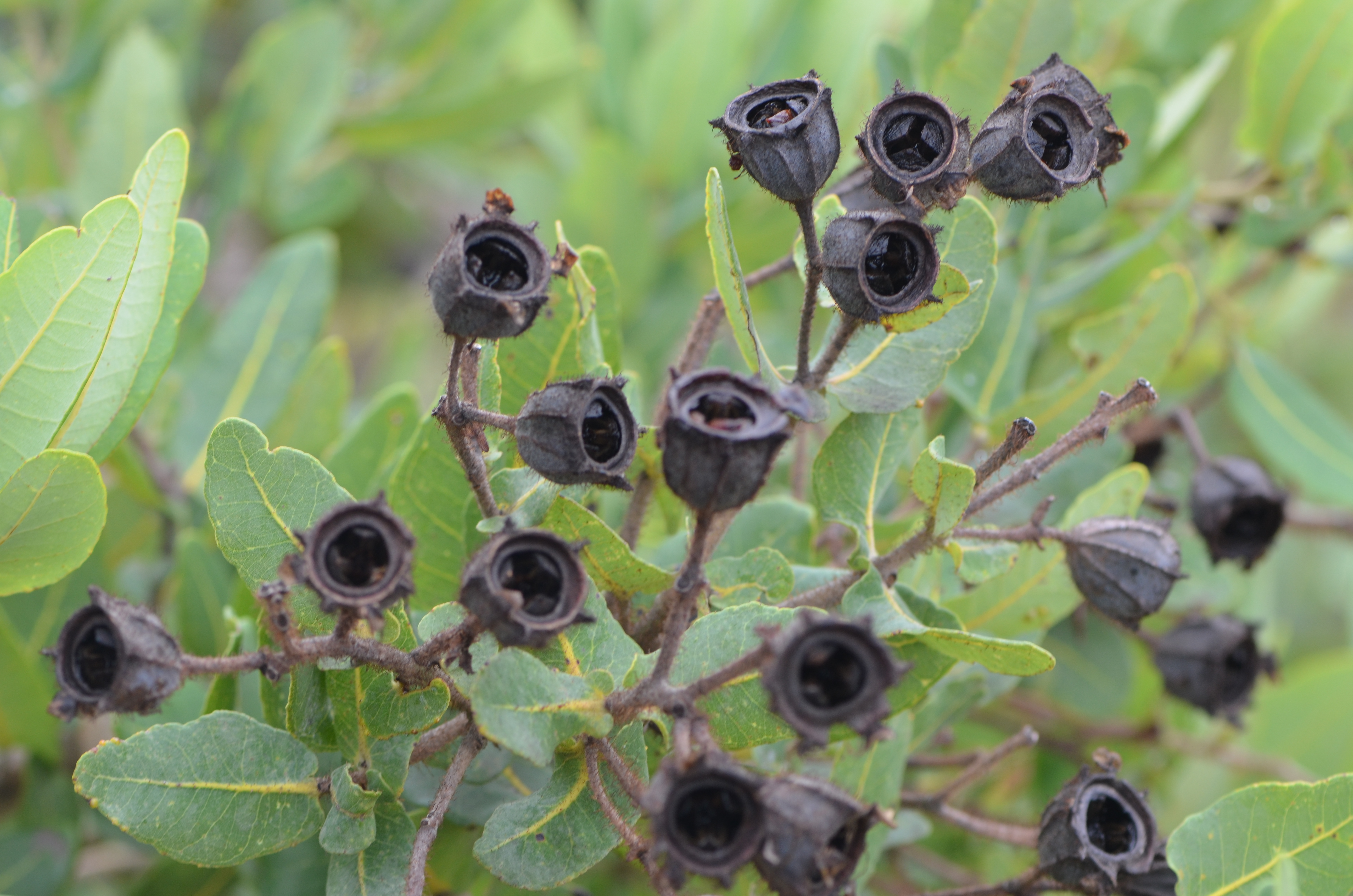
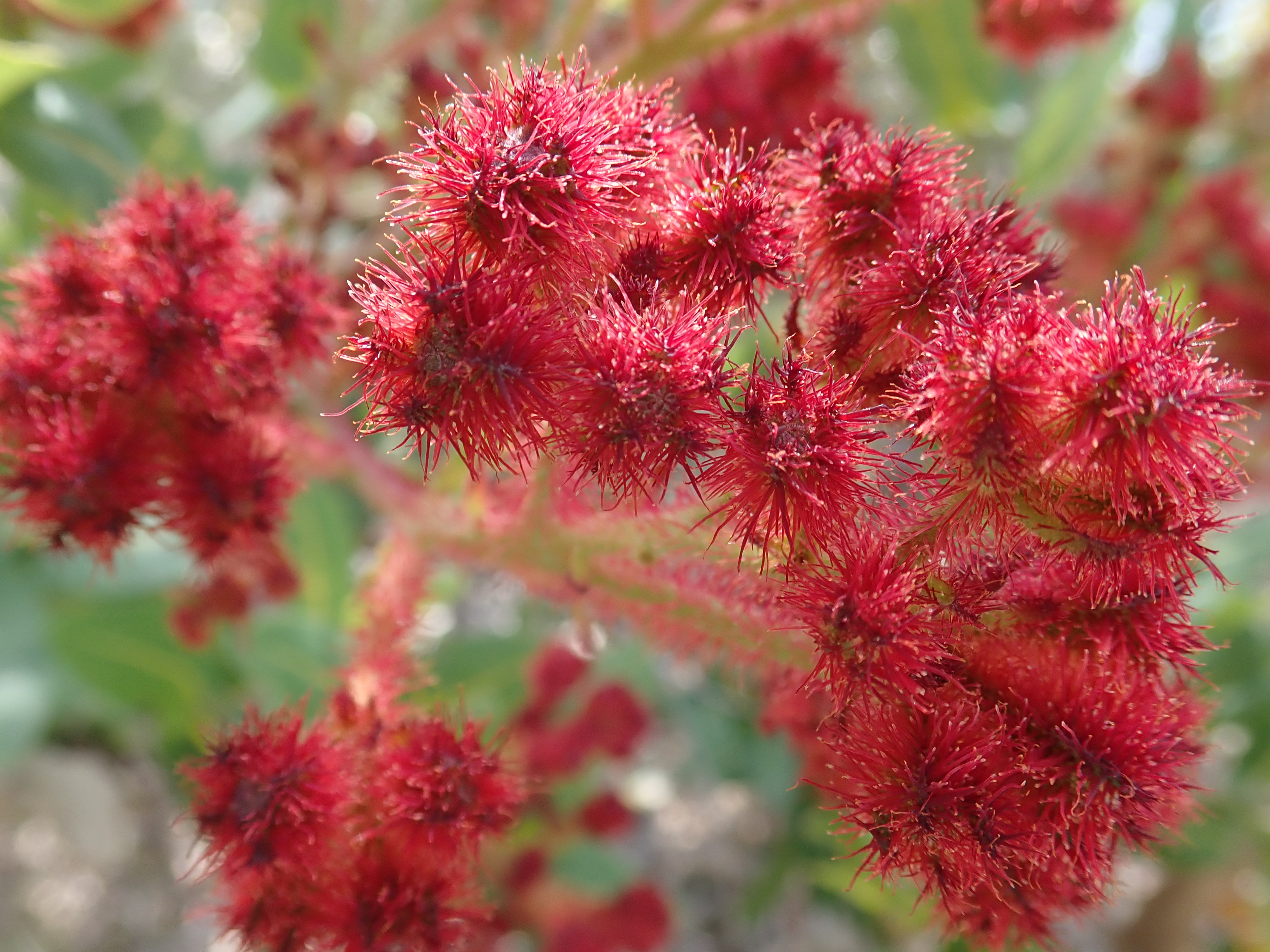
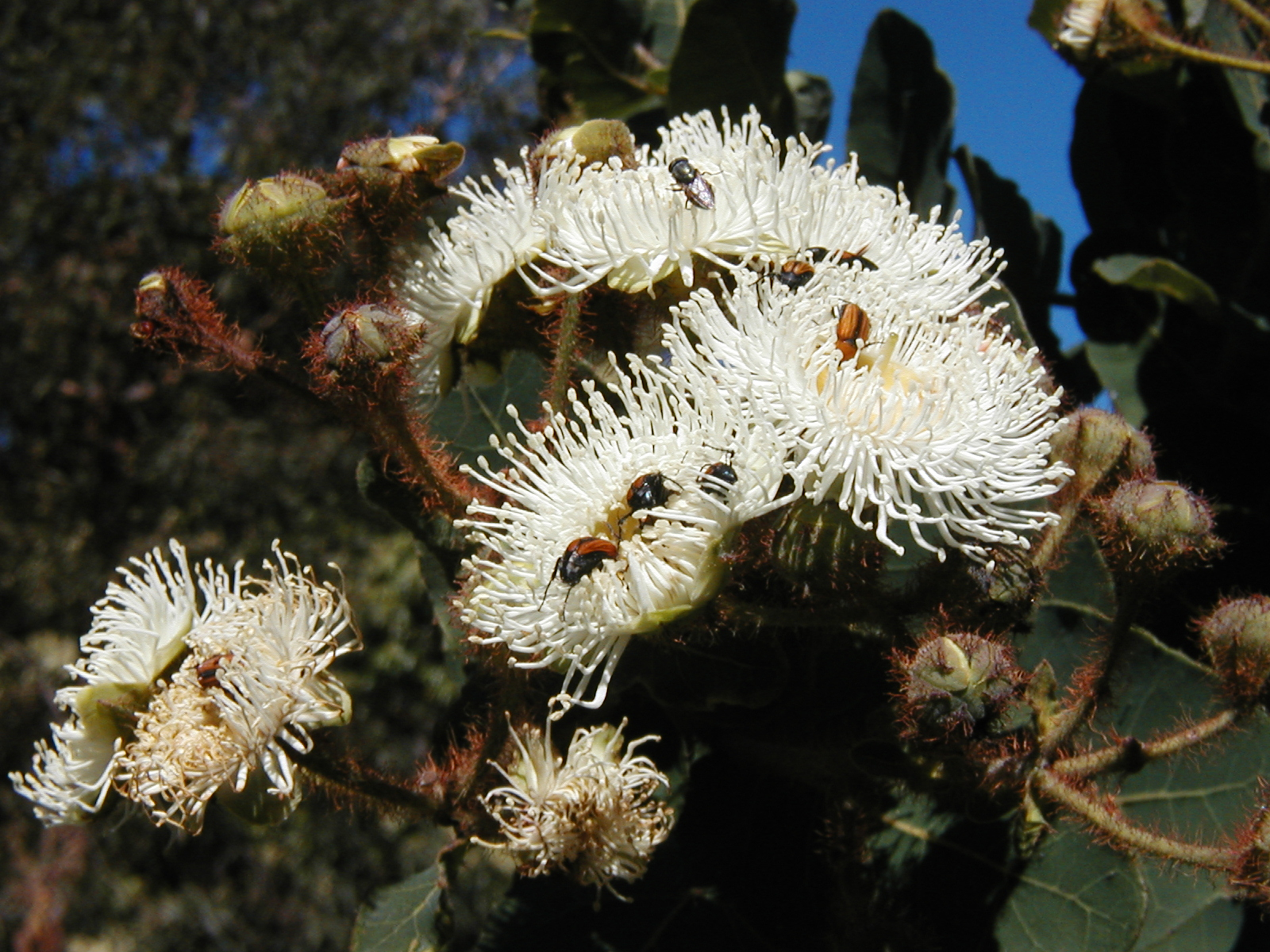